# Moglie del sarto
La moglie del sarto è un personaggio immaginario presente ne I promessi sposi, romanzo di Alessandro Manzoni.

## Biografia del personaggio

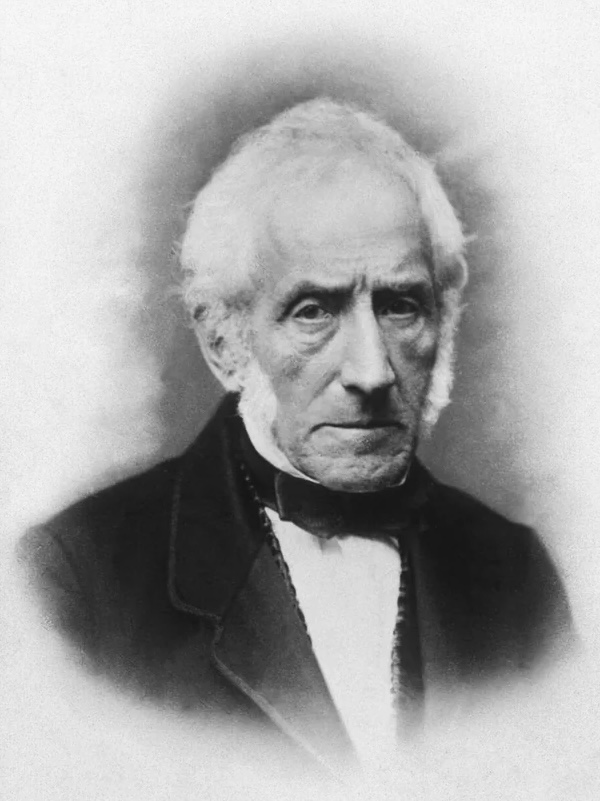
Alessandro Manzoni, autore del personaggio

A lei si accenna per la prima volta nel XXIII capitolo del romanzo, quando il cardinale Borromeo, a seguito della conversione dell'Innominato e della confessione di aver sequestrato Lucia nel suo castello, comanda di «trovar subito una buona donna che volesse andare in una lettiga al castello, a prender Lucia: una donna di cuore e di testa, da sapersi ben governare in una spedizione così nuova, e usar le maniere più a proposito, trovar le parole più adatte, a rincuorare, a tranquillizzare quella poverina».
Questa «buona donna», alla quale il Manzoni non dà un nome, si avvia con l'Innominato e don Abbondio al castello. Qui giunta, è la prima a soccorrere Lucia; poi, conducendola nella propria casa dove Lucia sarà ospite per qualche giorno, le narra le vicende che avevano permesso la sua liberazione. Per tutto il viaggio la donna le usa parole di conforto senza farle alcuna domanda indiscreta, «sentendo - commenta il Manzoni - in certo modo la gravità e la dignità dell'incarico che le era stato affidato».
Sul dialogo tra Lucia e la donna nel viaggio verso la casa commenta Angelo Stella: «Lucia, 'la poverina', e la moglie del sarto (anch'essa con il suo idioletto) [...] dialogano con foga femminile, ricostruendo tutto l'accaduto secondo un'esegesi religiosa, nella quale la teologia della Provvidenza si traduce nel linguaggio, in un caso sintatticamente marcato, della devozione popolare». Arrivati in casa e «fatta seder Lucia nel miglior luogo della sua cucina», la donna si affretta a preparare qualcosa da mangiare in attesa del ritorno a casa della famiglia, «ricusando, con una certa rustichezza cordiale», i ringraziamenti di Lucia, raccontandole intanto dei magri tempi in cui tanti dovevano arrangiarsi per stentare il pane: «Noi, grazie al cielo, non siamo in questo caso: tra il mestiere di mio marito, e qualcosa che abbiamo al sole, si campa».
E qui il Russo commenta che «la garrulità affettuosa dell'ospite (essa è la moglie del sarto) indica bontà di animo, compiacenza di una vita laboriosa, fiduciosa serenità nella Provvidenza». Il Manzoni introduce poi la famiglia della donna, «due bambinette e un fanciullo» che, entrati in casa «saltando», si fermano appena a dare un'occhiata curiosa all'ospite sconosciuta per correre subito dalla madre a chiedere tutti insieme «il come e il perché» della sua presenza, e la donna a zittirli, come «un invito al rispetto dell'ospite, e quasi al raccogliemento e alla penetrazione del grande avvenimento di cui la loro casa è il rustico tempio».
Subito dopo entra in casa, «con passo più quieto, ma con una premura cordiale dipinta in viso», anche il marito, «il sarto del villaggio e de' contorni», persona semplice anche lui, ma con qualche presunzione di cultura. Nella casa, Lucia riabbraccia poi la madre Agnese che viene anch'essa ospitata dai due coniugi con grande amicizia - «Agnese specialmente faceva di gran chiacchiere con la padrona» - mentre Lucia, secondo il suo costume, vi conduceva una vita molto ritirata: «cuciva, cuciva, ritirata in una stanzina, lontano dagli occhi della gente». Il cardinale Borromeo visiterà i due coniugi per ringraziarli dell'ospitalità e infine Lucia lascerà la casa per essere ospitata da Donna Prassede e Don Ferrante.